# UZI Suicide
UZI Suicide foi um selo da gravadora independente da banda Guns N' Roses. Foi desenhado por Slash, que na época era o guitarrista da banda. Esse selo foi patrocinado pela Geffen Records e tinha como objetivo atrair a atenção do público para uma gravação de qualidade com selo independente, o próprio Slash teve essa ideia para promover o crescimento da banda enquanto não concluíam a gravação do primeiro disco, tudo apoiado por Tom Zutaut, empresário da Geffen Records que havia apostado na banda e continuou apostando por cerca de dois anos até que esta viesse a vingar. O Guns n' Roses EP, Live Like a Suicide, foi lançado por este selo, e mais tarde foi relançado no mesmo disco que o G N' R Lies (totalizando 8 músicas) pela Geffen Records.
Umas das bandas de Glam Rock mais espelhadas até hoje, Hanoi Rocks, teve alguns de seus discos relançados em CD graças ao Guns N' Roses pela utilização do selo UZI Suicide. 